# Thủy thủ Sao Diêm Vương
Meiō Setsuna (冥王 せつな (Minh Vương Tuyết Nại)), được biết nhiều hơn với cái tên SAILOR PLUTO (セーラー プルート (Thủy Thủ Sao Diêm Vương)) là một trong những nữ nhân vật chính của bộ truyện tranh Pretty Guardian SAILOR MOON (Nữ Chiến Binh Xinh Đẹp Thủy Thủ Mặt Trăng) được viết bởi nữ tác giả Naoko Takeuchi. Cô là thành viên của nhóm Chiến Binh Thủy Thủ, cô chiến đấu để bảo vệ Hệ Mặt Trời khỏi cái ác.
Setsuna là thành viên thứ chín gia nhập nhóm Chiến Binh Thủy Thủ, đồng thời cũng là nữ chiến binh thứ sáu theo thứ tự xuất hiện. Cô mang trong mình quyền năng của thời gian và không gian. Với thâm niên dày dặn và khả năng phán đoán, cô cùng với Ami là bộ não của nhóm.
"Ta là người cai quản Cánh Cổng Không Gian và Thời Gian, là người bảo hộ Thế Giới Bên Kia, Thủy Thủ Sao Diêm Vương! Ta sẽ xóa sổ bất cứ kẻ nào muốn xâm nhập nơi này!"

## Thân thế

Setsuna dưới nét vẽ của tác giả Naoko Takeuchi

Setsuna sinh ngày 29 tháng 10, mang nhóm máu A, thuộc chòm sao Bọ Cạp. Cô là Chiến binh mang nhiệm vụ đặc biệt là canh giữ cánh cửa Không gian - Thời gian, và cô thực sự không thể bỏ trọng trách này, điều khiến cô rất cô đơn. Bên cạnh Thủy thủ Sao Kim (Sailor Venus), có thể nói rằng Pluto không hoàn toàn là một con người, bởi cô được miêu tả là một nữ thần, con gái của vị thần hiện thân cho Thời gian là thần Chronos.
Setsuna được cho là chiến binh thủy thủ nhiều tuổi nhất. Cô đã sống qua hàng thế kỉ, đã quan sát tất cả những gì xảy ra với tất cả mọi người. Cô có ngoại hình tương đối cao ráo, làn da hơi tối màu và mái tóc màu xanh đậm. Tính cách của cô tương đồng với Haruka và Michiru, đều lạnh lùng, cô đơn nhưng cô có phần đồng cảm với các chiến binh Inner Senshi hơn khi hai nhóm Outer và Inner có xích mích. Cô chỉ bộc lộ tình cảm của mình với Chibiusa và người cô yêu thầm là Vua Endymion. Sự hi sinh của cô đã thức tỉnh con người thật của Chibiusa khi cô bé đang bị Black Lady điều khiển, và Pluto được hồi sinh ở phần sau, trở lại là một Chiến binh mạnh mẽ và tuyệt vời hơn (theo lời Chibiusa). Lúc này, cô có phần thân thiện, ít xa lánh hơn với thân phận mới là một sinh viên khoa Vật lý tên là Meioh Setsuna.
Setsuna mong muốn trở thành một nhà thiết kế. Cô là bạn tốt với Chibiusa và chú mèo Diana (con của Luna và Artemis), và rất gần gũi với Hotaru Tomoe sau phần cuối của trận chiến Death Busters. Trong manga, cô sống cùng một nhà với Haruka Tenou, Michiru Kaiou và Hotaru trong Death Moon arc và Stars arc.
Trong musicals, Setsuna ít nghiêm khắc và ham chơi hơn, thậm chí còn tự xưng mình như Madonna của bệnh viện trường. Cô thích làm trò đùa với nhóm Three Lights và Usagi, những người không ngừng trêu chọc cô về tuổi tác của mình; khi Setsuna đề nghị được gia nhập nhóm thám tử nghiệp dư của Usagi, cô đã bị gọi là bà già thích cải trang. Mặc dù vậy, cô vẫn luôn khuyến khích họ làm bài tập và trở thành một Chiến bình mạnh mẽ. Trong Tanjou! Ankoku no Princess Black Lady và bản sửa đổi của nó, cô được tiết lộ rằng cô sống cô đơn để canh giữ cánh cửa Không gian - Thời gian, và rất quý trọng tình bạn với Chibiusa. Cô còn có thiện cảm với tình yêu của Queen Beryl với Prince Endymion, so sánh nó với tình yêu đơn phương của cô với King Endymion, và giúp Nữ hoàng trốn thoát khỏi cơn phẫn nộ của Sailor Galaxia. Có lúc Usagi so sánh Setsuna với mẹ cô.Cô yêu quý Chibiusa vì cô bé giống em gái cô nhưng rồi cô nhận ra cách nghĩ của 2 người đó khác nhau. Setsuna rất yêu quý 2 chị em của cô.

### Nhạc kịch
Trong musicals, Setsuna được đóng bởi Miwa Hosoki, Rei Saitou, Yuki Kamiya, Seiko Nakazawa, Teruyo Watanabe, Yuuko Hosaka, Yukiko Nakae, Miho Yokoi và Mikako Ishii.

### Gia đình
Câu thần chú của Chibiusa để Chiếc chìa khóa Không gian - Thời gian hoạt động ám chỉ tới một "người canh gác thời gian" và "cha của người canh gác, Chronos", đã khiến cho các fan suy ra rằng Sailor Pluto là người canh gác thời gian và là con gái của Chronos. Trong manga, Sailor Pluto đã có vài ám chỉ đến việc cô là con gái của Chronos, và trong Act 19, King Endymion nói với Sailor Venus rằng Pluto "mang dòng máu của vị chúa chịu trách nhiệm thời gian, Cronos". Trong musicals, bài hát "Forbidden Hades" cũng đề cập đến rằng cô mang dòng máu của Chronos. Không giống như Sailor Senshi khác, Sailor Pluto được giao nhiệm vụ bảo vệ một cánh cổng du hành thời gian. Người ta nói rằng cô ấy mang "dòng máu của Chronos", một vị thần Hy Lạp, và đó là lý do tại sao cô được chọn cho công việc này. Điều đó có nghĩa cô là người thừa kế của Chronos? Ông ấy đã sinh ra Sailor Pluto như thế nào? Chronos đã tạo ra cánh cổng thời gian này cho Vương quốc Mặt trăng, hay nó đã tồn tại từ trước đó nữa? Có quá nhiều giả thuyết và nghi vấn đặt ra quanh cánh cổng.
Setsuna trở thành một phần của gia đình cùng với Haruka, Michiru và Hotaru khi họ tìm ra chỗ ở cho riêng mình.

### Mối quan hệ
Setsuna có mối tình đơn phương với Vua Endymion ở thế kỷ 30 và hai người là một cặp phổ biến trong fanfic. Ý tưởng Sailor Pluto yêu Endymion được nhắc đến trong một số vở nhạc kịch, đặc biệt trong bài hát "Onna no Ronsou". Setsuna thành người yêu của Mamoru trong một trào lưu đùa giỡn bắt nguồn từ trang alt.fan.sailormoon.

## Biệt hiệu

### Sailor Pluto
Sailor Pluto là hình dạng thứ hai của Setsuna sau khi biến đổi.

### Princess Pluto
Khi còn ở Thiên Niên Kỷ Bạc, cô sống trong Lâu đài Charon và bảo vệ vòng ngoài Thái Dương Hệ.

## Phụ kiện, vũ khí của Thủy thủ Sao Diêm Vương

### Trượng Hồng Ngọc - Ngọc Hồng Lựu
Ngọc Hồng Lựu là Báu vật của Sailor Pluto, nằm trên đỉnh của Trượng Hồng Ngọc (một loại vũ khí dài có hình dáng chiếc chìa khóa), và nó cũng có thể tách riêng với phần thân trượng.
Không giống Sailor Neptune và Sailor Uranus chỉ sử dụng Báu vật của mình khi cần thiết, Sailor Pluto luôn dùng Trượng Hồng Ngọc khi thực hiện nhiệm vụ của một Người Bảo vệ Thời Gian và khi chiến đấu.
Khi sử dụng Trượng Hồng Ngọc và Hồng Ngọc Lựu, Sailor Pluto có thể thi triển các chiêu thức Dead Scream, Time Stop, Dark Dome Close, Chronos Typhoon, Garnet Ball,… Cô cũng có khả năng mở Cánh Cửa Không – Thời Gian (có lẽ vì thế mà quyền trượng có hình dáng chiếc chìa khóa).
Cả trong Anime 90s và Manga, Sailor Pluto biết đến và sở hữu Báu vật của mình. Không giống như trong Anime, Uranus và Neptune phải tìm kiếm những trái tim tinh khiết có chứa những lá bùa. Trong Anime thì tập hợp đủ 3 Báu vật sẽ tạo nên Chén Thánh, còn ở Manga thì thức tỉnh Sailor Saturn.
Hồng Ngọc Lựu được thể hiện rõ ràng sức mạnh của mình trong những đòn tấn công cũng như điều khiển thời gian xuyên suốt cả series. Thậm chí Setsuna vẫn có thể dùng được Hồng Ngọc Lựu khi chưa biến thân, và dùng nó để cho các Inner Senshi nhìn thấy viễn cảnh của Đấng Câm Lặng ở tập 119. Trong Anime, Hồng Ngọc Lựu có khả năng tách những lá bùa được giấu ra khỏi những trái tim tinh khiết, nhờ đó Uranus và Neptune có thể hồi sinh. Và Hồng Ngọc Lựu cũng có khả năng cảm nhận được những thay đổi nhiệt rất nhỏ, nó đã cảnh báo chủ nhân sự nguy hiểm trước sự xáo trộn của dòng chảy thời gian. Khi Setsuna tìm hiểu về loại thực vật kì lạ của Tellu (loài vật có thể hút lấy những trái tim tinh khiết khi ở gần chúng), Hồng Ngọc Lựu đã xuất hiện và cứu cô thoát khỏi nguy hiểm trước loài cây ma quỷ này.
- Chú thích thêm:

– Bộ 3 Báu vật (Gươm Thần Vũ Trụ, Gương Thần Biển Sâu và Ngọc Hồng Lựu) được dựa trên ba thần khí của Nhật Bản là Thanh kiếm Kusanagi, Tấm gương Yata và Viên ngọc Yasakani. Trong ba vật này thì ngọc bội đại diện cho lòng nhân từ.
– Có một lý do tại sao mà Ngọc Hồng Lựu được gắn liền với Sailor Pluto vì trong tiếng Nhật, chữ "Garnet" là 石榴石 (Zakuroishi); "Zakuro" có nghĩa là "lựu" và "ishi" là "đá". Nếu bạn có hiểu biết về Thần thoại Hy Lạp thì bạn sẽ biết lựu gắn liền với địa ngục. Truyền thuyết nổi tiếng nhất liên quan đến lựu là câu chuyện về việc nàng Persephone trở thành Nữ hoàng Địa Ngục. Chuyện là Persephone là con gái của nữ thần Demeter (Nữ thần mùa màng) bị Hades – Chúa tể địa ngục bắt cóc đem về địa ngục làm vợ. Thần Demeter u buồn nên thế giới âm u, không còn 4 mùa. Thấy vậy, thần Zeus buộc Hades trả Persephone lại cho mẹ nàng, nhưng Hades đã gạt cho Persephone ăn những trái lựu địa ngục để nàng bị ràng buộc ở địa ngục nên mỗi năm, nàng đều phải quay về địa ngục vài tháng chứ không bỏ đi luôn được. Như vậy, khi nào Persephone ở cùng mẹ, mặt đất sẽ màu mỡ, cây cối nở hoa tươi tốt. Nhưng khi nàng phải về địa ngục, Nữ thần mùa màng sẽ thương nhớ khiến trái đất rơi vào mùa đông lạnh lẽo, không có gì có thể phát triển được. Thủy thủ sao Diêm vương là chiến binh được đặt tên dựa theo tên của Chúa tể địa ngục – Hades trong Thần thoại Hy Lạp, một sự kết hợp hoàn hảo.
– Hồng Ngọc Lựu trong lần đầu Sailor Pluto xuất hiện hoàn toàn khác khi nó được đề cập đến ở phần S. Về sau thì Hồng Ngọc Lựu được thiết kế lại theo giống như trong Manga.
– Thiết kế của Hồng Ngọc Lựu không thống nhất trong Anime 90s, điều này có thể được giải thích một cách dễ dàng nhờ vào những lỗi và sự không đồng bộ với chuyển động ảnh.

## Trang phục

### Anime 90s
Trong trang phục này của Sailor Pluto, màu nổi bật nhất là màu đen (cổ áo, tay áo, vòng cổ, váy, giày), màu nhấn trên bộ trang phục là màu nâu (nơ trước ngực và nơ sau), hình tròn ở trung tâm nơ đằng trước màu hồng đậm. Cô đeo một đôi khuyên tai cũng màu hồng đậm, dày, có hình mũi tên đi xuống. Cổ áo cô không có sọc, vòng cổ có một viên ngọc màu hồng lủng lẳng ở dưới. Bốt của cô giống Sailor Mercury nhưng là màu đen. Cô luôn cầm theo Trượng Hồng ngọc. Cây trượng này cũng có khả năng chế ngự Không-Thời gian.
Sau khi được nâng cấp lên bậc "Super", vòng cổ của cô được đính thêm một ngôi sao vàng, cổ áo của cô xuất hiện thêm một sọc trắng. Trâm cài nơ trước biến đổi từ hình tròn thành hình trái tim, nơ sau của cô được kéo dài hơn. Cô có thêm một miếng đệm vai mờ ở dưới. Chiều dài găng tay của cô vẫn được giữ nguyên.

### Manga
Trang phục của Pluto trong manga không khác nhiều so với trong anime 90s, trên chiếc váy của cô có thêm một dây chuỗi treo những chiếc chìa khóa. Khi lên cấp Super, ngôi sao trên vòng cổ của cô có thêm một viên đá màu hồng đậm.
Khi lên cấp Eternal, vòng cổ của cô màu đen, có hình chữ V và có ngôi sao màu vàng đính ở trên, trâm cài ở ngực thì có hình một ngôi sao màu hồng đậm. Miếng đệm vai của cô phồng lên, có màu xám, đính hai mảnh vải màu đen ở bên dưới. Găng tay của cô dài đến tận cánh tay. Trong Artbook, cô có dây đeo hình chữ V màu đen, đính ngôi sao ở tay, nhưng chúng không xuất hiện trong Manga. Thắt lưng gồm hai dải ruy băng, một đen và một xám, mỏng và dài. Tại nơi giao nhau của hai dải ruy băng đính một ngôi sao năm cánh màu vàng. Nơ sau của cô có màu đen. Váy của cô có hai lớp: Đen bên trên và xám bên dưới. Bốt của cô cao tới gần đầu gối, màu trắng, có viền là hình chữ V màu đen, đính một ngôi sao màu vàng. Vương miện của cô đính một ngôi sao năm cánh màu hồng đậm, hoa tai của cô là một ngôi sao có cùng màu.

### Princess Pluto
Cô mặc váy đầm dài màu đen với bốn dây áo, chiếc băng cổ và găng tay cũng cùng màu đen và có ký hiệu Sao Diêm Vương trên trán.

## Chiêu thức và Sức mạnh
Setsuna sở hữu một trong ba Talisman là Trượng hồng ngọc (The Garnet Rod), bên cạnh Gươm thần vũ trụ (The Space Sword) của Haruka và Gương thần biển sâu (The Deep Aqua Mirror) của Michiru.

### Anime 90s
- Biến đổi

- Pluto Planet Power, Make Up (Năng lượng hành tinh Diêm Vương, biến thân) - cô sử dụng bút biến thân để biến hình thành Sailor Pluto (Thủy Thủ Sao Diêm Vương).
- Chiêu thức

- Dead Scream (Tiếng thét tử thần) - Sailor Pluto dùng Garnet Rod để bắn quả cầu năng lượng màu tím vào kẻ thù.
- Time Stop (Ngưng thời gian) - sức mạnh cấm kỵ của Sailor Pluto, sức mạnh này dùng để đóng băng thời gian. Vì là điều cấm kỵ nên việc sử dụng sức mạnh này dẫn đến cái chết của cô.

### Manga
- Biến đổi

- Pluto Planet Power, Make Up (Năng lượng hành tinh Diêm Vương, biến thân) - câu thần chú cô dùng để biến đổi thành Sailor Pluto (Thủy Thủ Sao Diêm Vương).
- Pluto Crystal Power, Make Up Năng lượng pha lê Diêm Vương, biến thân) - cô dùng pha lê để biến thành Super Sailor Pluto (Siêu Thủy Thủ Sao Diêm Vương).
- Chiêu thức

- Dead Scream (Tiếng thét tử thần) - Sailor Pluto dùng Garnet Rod để tấn công kẻ thù. Có 2 cách, một là chạy đến kẻ thù vừa kêu Dead Scream gây nên cuộc tấn công, 2 là tạo ra quả cầu tím hướng đến kẻ thù
- Chronos Typhoon -(Cơn bão thời gian)-Sailor Pluto giữ Garnet Orb để tạo cơn lốc tấn công kẻ thù.
- Garnet Ball - Sailor Pluto tạo lá chắn bằng cách sử dụng Garnet Orb.
- Dark Dome Close - Sailor Pluto dùng Garnet Rod để đóng cánh cửa Không gian - thời gian.
- Time Stop (Ngưng thời gian) - Sailor Pluto dùng để đóng băng thời gian.

### Video Games
- Chiêu thức

- Dimension Dance.
- Strict Sweep.
- Action Spinster.
- Destiny Spinster.
- Twilight.

## Thông tin bên lề
- Setsuna rất sợ gián.
- Trong đoạn đầu của "Kaguya-hime no Koibito", Setsuna đi mua rượu. Ở Nhật, phải ít nhất 20 tuổi mới được dùng rượu; điều này như một dấu hiệu cho thấy cô già hơn tuổi đó trong manga.
- Setsuna là Senshi duy nhất trong anime khi tái sinh thành con người biết được mình sẽ trở thành Senshi.
- Setsuna là Senshi duy nhất có màu tóc trong musicals không giống trong anime.
- Tên của cô có cùng cách phát âm với một thuật ngữ Phật giáo nghĩa là "trong chớp mắt"
- Từ "setsuna" có âm gần giống "setsunai" (切ない), có nghĩa là "đau đớn" trong tiếng Nhật. Một số fan suy đoán rằng tên cô trong bản lồng tiếng Anh "Trista" (bắt nguồn từ tiếng Latin "triste", nghĩa là "đau buồn") được cho là một dạng của sự chơi chữ này.
- Năm 1998, Irwin ra mắt dòng sản phẩm búp bê Senshi of the Solar System trước khi Sailor Moon S được công chiếu ở Bắc Mĩ. Trong hộp búp bê Sailor Pluto, cô được đặt tên là "Celia".
- Cô và Thủy thủ Sao Thổ là hai Chiến binh không có đoạn biến hình trong Sailor Moon Crystal.